# Ibarsko Postenje
Ibarsko Postenje en serbe latin et Postenjë e Ibrit en albanais (en serbe cyrillique : Ибарско Постење) est une localité du Kosovo située dans la commune/municipalité de Leposavić/Leposaviq, district de Mitrovicë/Kosovska Mitrovica. Selon des estimations de 2009 comptabilisées pour le recensement kosovar de 2011, elle compte 171 habitants, dont une majorité de Serbes.

## Géographie
Ibarsko Postenje/Postenjë e Ibrit est situé à 12 km au nord-ouest de Leposavić/Leposaviq, sur les bords de la rivière Vračevska reka, un affluent gauche de l'Ibar. Le village fait partie de la communauté locale de Lešak/Leshak.

## Démographie

### Évolution historique de la population dans la localité
| 1948 | 1953 | 1961 | 1971 | 1981 | 1991 | 2009 |
| ---- | ---- | ---- | ---- | ---- | ---- | ---- |
| 141  | 154  | 191  | 184  | 157  | 168  | 171  |

|  |